# Ольховский район
Ольхо́вский райо́н — административно-территориальная единица (район) и одноимённое муниципальное образование (муниципальный район) в Волгоградской области России.
Административный центр — село Ольховка.

## География

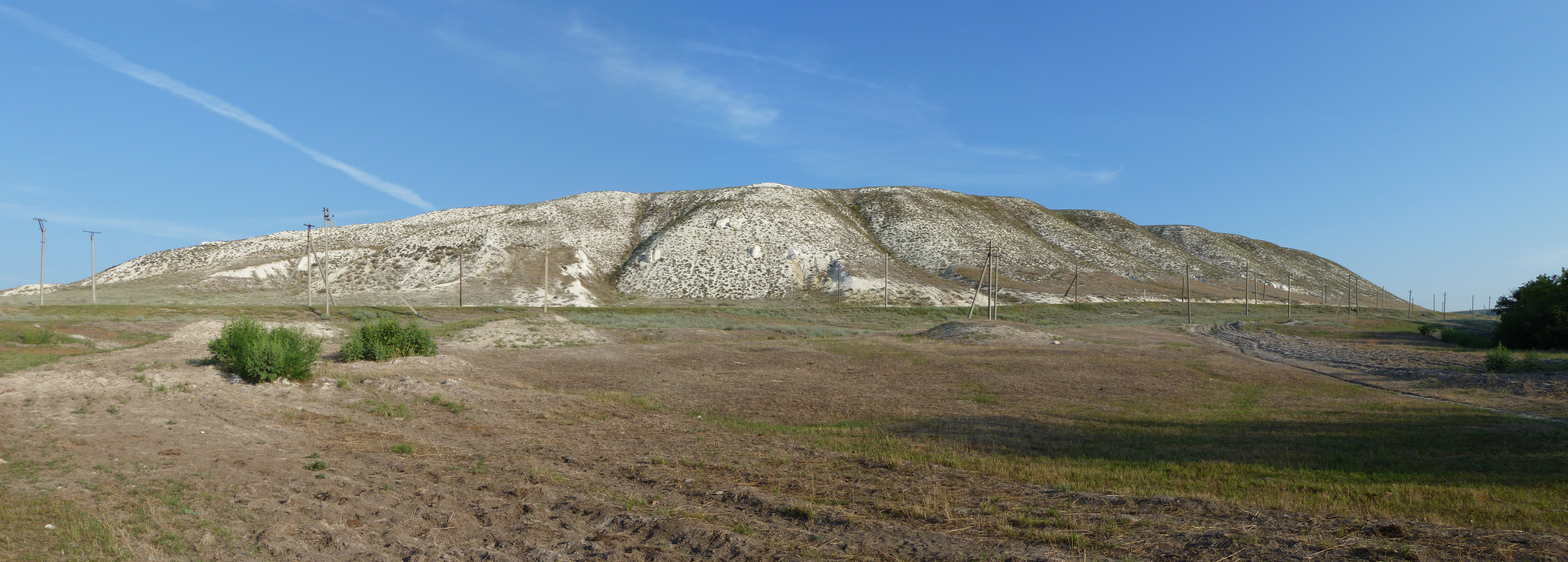
Михайловка

### Географическое положение
Район расположен в центральной части Волгоградской области, по обе стороны среднего течения реки Иловля, в степной зоне с каштановыми и светло-каштановыми почвами. В левобережной части по отношению к Иловле много значительных пятен солонцов, солонцеватых почв, встречаются пески и супески.
На территории Ольховского района имеются крупные естественные лесные массивы, который представлены пойменными лесами в долине Иловли и байрачными лесами по балкам правобережья Иловли и восточного склона водораздела Иловли и Волги. В лесах в основном произрастают дубы, а также тополь чёрный, тополь серебристый, осина, ива, вяз гладкий. Из кустарников наиболее часто встречаются бересклет бородавчатый, терн и другие. В пойме Иловли близ Белогорского монастыря сохранилось несколько 300—400-летних дубов.

### Полезные ископаемые
На территории района находится 8 нефтяных месторождений, имеются месторождения мела, природных запасов твердых полезных ископаемых, пригодных для изготовления строительных материалов, два месторождения строительного песка, 10 источников подземных вод и месторождения карбонатного сырья. На территории Ольховского района недалеко от реки Чертолейки находится кратер Чёртово игрище.

## История
Ольховский район учрежден Постановлением Президиума ВЦИК 23 июня 1928 года в составе Камышинского округа Нижне-Волжского края. В соответствии с Постановлением президиума Нижневолжского краевого организационного комитета от 6 июля 1928 года, протокол № 7 § 6/50 «О делении Камышинского округа на районы, составе и центрах районов» Ольховский район был сформирован из Ольховской волости Сталинградского уезда полностью (11 сельсоветов), части Балыклейской волости Сталинградского уезда (6 сельсоветов), части Арчедино-Чернушинской волости Усть-Медведицкого округа Сталинградской губернии (7 сельсоветов), Ново-Ольховского и Прудковского /Высоковского/ сельсоветов Малодельской волости Усть-Медведицкого округа, Николаевского и Рыбнинского сельсовета Саламатинской волости Камышинского уезда. В 1930 году в составе района был организован национальный — немецкий сельсовет № 5 с центром в хуторе Старо-Гафнеровском.
С 1934 года район в составе Сталинградского края, с 1936 года — Сталинградской области (в 1961 году переименована в Волгоградскую область).
28 августа 1941 года был издан Указ Президиума ВС СССР о переселении немцев, проживающих в районах Поволжья. Немецкое население района было депортировано.
1 февраля 1963 года район был упразднен. Восстановлен 30 декабря 1966 года.
24 декабря 2004 года в соответствии с Законом Волгоградской области № 978-ОД район наделён статусом муниципального района. В его составе образованы 13 муниципальных образований (сельских поселений).

## Население
| 1939    | 1959    | 1970    | 1979    | 1989    | 2002    | 2009    | 2010    | 2012    |
| ------- | ------- | ------- | ------- | ------- | ------- | ------- | ------- | ------- |
| 18 516  | ↘14 786 | ↗23 549 | ↘19 416 | ↘18 356 | ↗19 178 | ↘17 707 | ↘17 626 | ↘17 617 |
| 2013    | 2014    | 2015    | 2016    | 2017    | 2018    | 2019    | 2020    | 2021    |
| ↗17 629 | ↗17 661 | ↗17 737 | ↗17 834 | ↘17 623 | ↘17 218 | ↘16 866 | ↘16 602 | ↘16 383 |

Гендерный состав
Мужчин — 47,1 %, женщин — 52,9 %.
Национальный состав
| Народ      | 1939 год чел   | 2002 год чел.    | 2010 год чел.    |
| ---------- | -------------- | ---------------- | ---------------- |
| Русские    | 16 726 (90,3%) | ↗ 17 187 (89,6%) | ↘ 15 541 (88,2%) |
| Цыгане     | —              | —                | ↗ 266 (1,5 %)    |
| Украинцы   | —              | ↗ 272 (1,4 %)    | ↘ 195 (1,2 %)    |
| Немцы      | 1 329 (7,1 %)  | ↘ 380 (2,0 %)    | ↘ 167 (0,9 %)    |
| Другие     | 461            | ↗ 1 339          | ↗ 1 910          |
| Не указали | —              | 6                | 329              |
| Всего      | 18 516         | 19 178           | 17 626           |

По итогам переписи населения 2020 года проживали следующие национальности (национальности менее 0,1 % и другое см. в сноске к строке «Другие»):
| Национальность | Численность, чел. | Доля     |
| -------------- | ----------------- | -------- |
| Русские        | 15 375            | 93,85 %  |
| Азербайджанцы  | 135               | 0,82 %   |
| Армяне         | 132               | 0,81 %   |
| Даргинцы       | 84                | 0,51 %   |
| Немцы          | 68                | 0,42 %   |
| Украинцы       | 65                | 0,40 %   |
| Цыгане         | 56                | 0,34 %   |
| Чеченцы        | 50                | 0,31 %   |
| Казахи         | 47                | 0,29 %   |
| Татары         | 42                | 0,26 %   |
| Чуваши         | 27                | 0,16 %   |
| Узбеки         | 25                | 0,15 %   |
| Таджики        | 23                | 0,14 %   |
| Мордва         | 18                | 0,11 %   |
| Другие         | 236               | 1,43 %   |
| Итого          | 16 383            | 100,00 % |

## Муниципально-территориальное устройство
В Ольховском муниципальном районе выделяются 13 муниципальных образований со статусом сельских поселений:
| №  | Муниципальное образование          | Административный центр | Количество населённых пунктов | Население (чел.) | Площадь (км²) |
| -- | ---------------------------------- | ---------------------- | ----------------------------- | ---------------- | ------------- |
| 1  | Гуровское сельское поселение       | хутор Гурово           | 2                             | ↘671             | 210,94        |
| 2  | Гусёвское сельское поселение       | село Гусёвка           | 4                             | ↘1350            | 223,86        |
| 3  | Зензеватское сельское поселение    | село Зензеватка        | 1                             | ↗1478            | 254,19        |
| 4  | Каменнобродское сельское поселение | село Каменный Брод     | 3                             | ↘479             | 211,83        |
| 5  | Киреевское сельское поселение      | село Киреево           | 2                             | ↗895             | 274,58        |
| 6  | Липовское сельское поселение       | село Липовка           | 2                             | ↘978             | 283,59        |
| 7  | Нежинское сельское поселение       | посёлок Нежинский      | 3                             | ↘719             | 212,65        |
| 8  | Октябрьское сельское поселение     | посёлок Октябрьский    | 1                             | ↘665             | 307,01        |
| 9  | Ольховское сельское поселение      | село Ольховка          | 2                             | ↗5605            | 205,76        |
| 10 | Романовское сельское поселение     | село Романовка         | 2                             | ↘438             | 150,50        |
| 11 | Рыбинское сельское поселение       | село Рыбинка           | 1                             | ↘639             | 154,58        |
| 12 | Солодчинское сельское поселение    | село Солодча           | 6                             | ↘1913            | 425,21        |
| 13 | Ягодновское сельское поселение     | село Ягодное           | 2                             | ↘657             | 310,90        |

## Населённые пункты
В Ольховский район входит 31 населённый пункт.
| №  | Населённый пункт  | Тип          | Население | Муниципальное образование          |
| -- | ----------------- | ------------ | --------- | ---------------------------------- |
| 1  | Госконюшня        | посёлок      | 12        | Каменнобродское сельское поселение |
| 2  | Гурово            | хутор        | 539       | Гуровское сельское поселение       |
| 3  | Гусёвка           | село         | 1262      | Гусёвское сельское поселение       |
| 4  | Дмитриевка        | село         | 87        | Солодчинское сельское поселение    |
| 5  | Забурунный        | ж.д. разъезд | 0         | Гусёвское сельское поселение       |
| 6  | Забурунный        | хутор        | 156       | Гусёвское сельское поселение       |
| 7  | Захаровка         | село         | 258       | Солодчинское сельское поселение    |
| 8  | Захаровка         | ж.д. станция | 0         | Солодчинское сельское поселение    |
| 9  | Зензеватка        | село         | ↗1478     | Зензеватское сельское поселение    |
| 10 | Каменный Брод     | село         | 414       | Каменнобродское сельское поселение |
| 11 | Киреево           | село         | 968       | Киреевское сельское поселение      |
| 12 | Клиновка          | село         | 257       | Ольховское сельское поселение      |
| 13 | Красноиловлинский | ж.д. разъезд | 0         | Гусёвское сельское поселение       |
| 14 | Липовка           | село         | 1063      | Липовское сельское поселение       |
| 15 | Михайловка        | село         | 152       | Каменнобродское сельское поселение |
| 16 | Нежинский         | посёлок      | 492       | Нежинское сельское поселение       |
| 17 | Новоольховка      | хутор        | 188       | Гуровское сельское поселение       |
| 18 | Новороссийское    | село         | 8         | Ягодновское сельское поселение     |
| 19 | Октябрьский       | посёлок      | ↘665      | Октябрьское сельское поселение     |
| 20 | Ольховка          | село         | ↗5444     | Ольховское сельское поселение      |
| 21 | Песковатский      | хутор        | ↘129      | Нежинское сельское поселение       |
| 22 | Погожья Балка     | хутор        | 157       | Нежинское сельское поселение       |
| 23 | Разуваев          | хутор        | 79        | Киреевское сельское поселение      |
| 24 | Романовка         | село         | 543       | Романовское сельское поселение     |
| 25 | Рыбинка           | село         | ↘639      | Рыбинское сельское поселение       |
| 26 | Солодча           | село         | ↘1572     | Солодчинское сельское поселение    |
| 27 | Стефанидовка      | село         | 120       | Солодчинское сельское поселение    |
| 28 | Студеновка        | хутор        | 20        | Романовское сельское поселение     |
| 29 | Тишанка           | село         | 13        | Солодчинское сельское поселение    |
| 30 | Щепкин            | хутор        | 19        | Липовское сельское поселение       |
| 31 | Ягодное           | село         | 735       | Ягодновское сельское поселение     |

## Транспорт

### Железные дороги
Зензеватка — станция Волжской рокады на расстоянии 70 км от станции Иловля. Станция расположена в селе Зензеватка Ольховского района Волгоградской области.
В 2005 году, согласно плану развития провозной способности направления «Сызрань — Новороссийск» станция была полностью реконструирована. Станционные пути были удлинены в направлении обоих горловин, уложены новые стрелочные переводы. Существующие пути переложены с деревянных на железобетонные шпалы.
Железнодорожная платформа «Гусёвка» в нескольких километров от с. Гусёвка на повороте трассы Ольховка — Камышин. Останавливаются электропоезда сообщением Волгоград I — Петров Вал. (Введена взамен упразднённой железнодорожной станции «Иловлинка», расположенной в нескольких километрах в сторону с. Ольховки).

## Известные люди
Дубинин, Сергей Никитович (1920—1976) — полный кавалер ордена Славы, родился в селе Михайловка.
Павел Сергеевич Поляков — один из крупнейших поэтов и писателей Казачьего зарубежья. Родился 7 (20) декабря 1902 года на отцовском хуторе Разуваев (ныне Ольховский район Волгоградской области) в юрте станицы Островской (ныне Даниловский район Волгоградской области) в семье казачьего офицера из старинного Донского дворянского рода. В последнее время началось возвращение литературного наследия П. С. Полякова в Россию, на воспетый им Дон, к которому всю жизнь «тянулись с чужбины неотсохшие живые корешки его души». Роман Смерть Тихого Дона Архивная копия от 20 февраля 2015 на Wayback Machine, был издан некоммерческим фондом Казачье зарубежье в 2006 году. Тогда же был издан наиболее полный сборник стихотворений автора Казачьи слава и печаль.
Плотников Владимир Николаевич (30 ноября 1961) В 2004—2008 гг. являлся председателем Аграрной партии России. С 2016 года — депутат Государственной Думы VII созыва.

## Происшествия
2 сентября 2010 года в районе были зафиксированы 8 очагов возгорания (степные пожары) вблизи населённых пунктов Рыбинка, Ягодное, Клиновка, Ольховка и Зензеватка.